# کلیسای روستای پاهست
کلیسای روستای پاهست (ارمنی: Պահեստ գյուղի եկեղեցի؛ ) یک کلیسا متعلق به کلیسای حواری ارمنی واقع در شهر پاهست، جمهوری خودمختار نخجوان جمهوری آذربایجان می‌باشد. ساخت و ساز این ساختمان در سده ۱۷ام میلادی؛ به پایان رسید. این بنا به سبک معماری ارمنی طراحی شده است.